# Ласанен, Отто
Отто Абрахам Ласанен (фин. Otto Abraham Lasanen; 14 апреля 1891 — 25 июля 1958) — финский борец греко-римского стиля, призёр Олимпийских игр.
Отто Ласанен родился в 1891 году в Куопио (Великое княжество Финляндское). В 1912 году выступил на Олимпийских играх в Стокгольме, где завоевал бронзовую медаль. В 1914 году принял участие в неофициальном чемпионате Европы в Вене, но занял лишь четвёртое место. В 1917 году стал чемпионом Российской империи.
После обретения Финляндией независимости Отто Ласанен в 1920 году выиграл первенство Спортивной федерации финских рабочих.